# Pont de Kinsuka
Le pont de Kinsuka est un pont de la commune de Ngaliema, à Kinshasa, sur la rivière Binza. Il est célèbre parce qu'il figure sur le billet de 500 francs congolais, édition du cinquantenaire. Il relie la commune de Ngaliema à la commune de Mont Ngafula.

## Étymologie
Le mot Kinsuka signifie « fin fond de la ville ». Kinsuka est une subdivision administrative de la commune de Ngaliema, une des 24 communes de Kinshasa. On appelle ce pont le « pont de Kinsuka » tout simplement parce qu'il se trouve à Kinsuka, « le fin fond de la ville de Ngaliema ».

## Historique
Le pont de Kinsuka a été construit par l'entreprise de travaux « CREC 8 », une entreprise chinoise implantée depuis plusieurs années à Kinshasa, entre le 15 juin 2009 et le 15 octobre 2009, à la demande du gouvernement congolais. Il a presque dix ans.

## Sur le billet de 500 francs congolais
Ce pont doit sa popularité au fait qu'il soit représenté sur le billet de 500 francs congolais, édition du cinquantenaire de l'indépendance (2010).

## Problème écologique

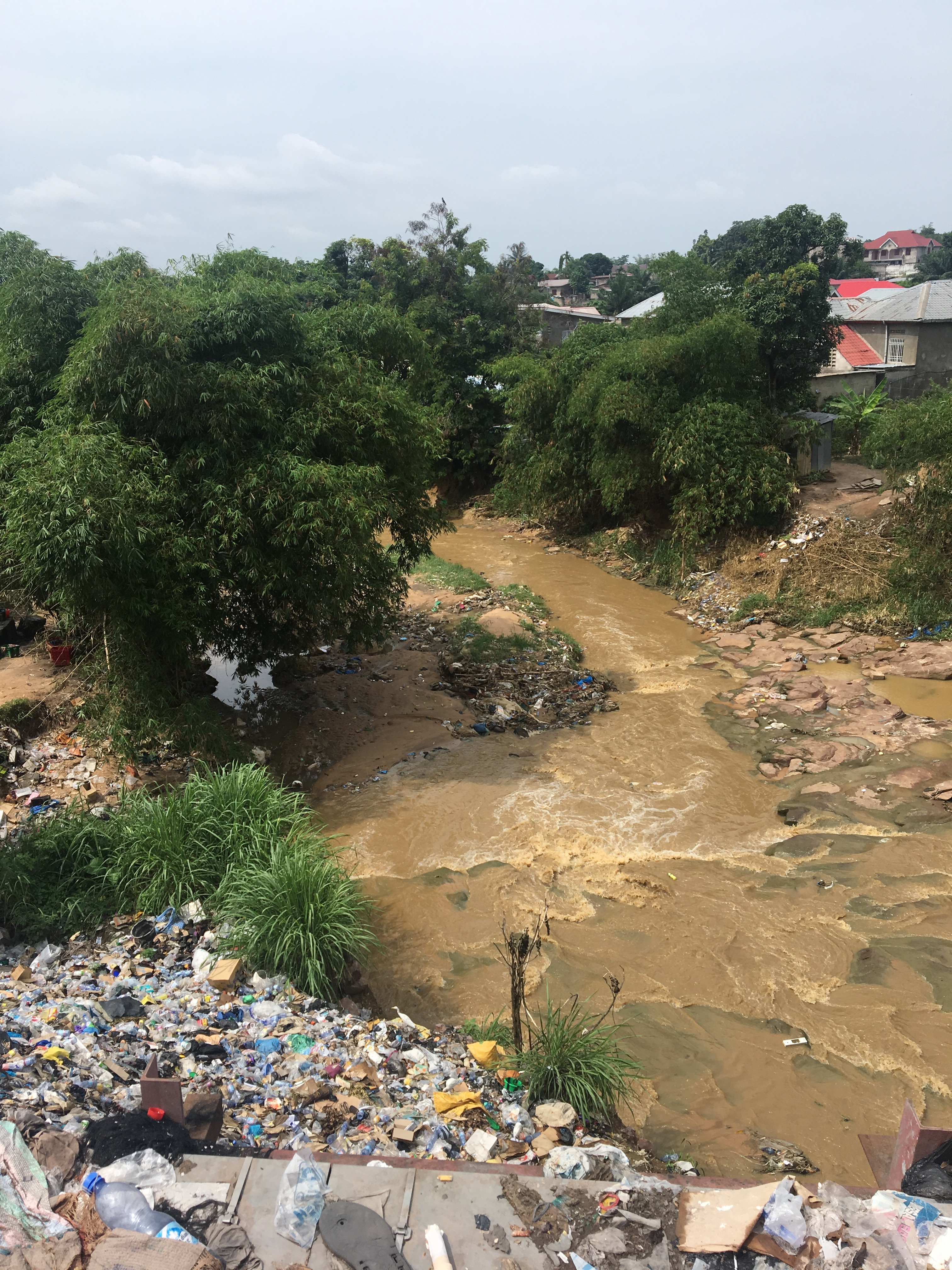
Ce qu'on peut voir depuis le pont de Kinsuka

Le pont de Kinsuka est malheureusement encombré de plusieurs tonnes de déchets domestiques. Les habitants du quartier ont la mauvaise habitude de déverser leurs ordures de ce pont sur les rives de la rivière Binza et dans la rivière Binza elle-même. Ça empoisonne l'eau, ce qui provoque la mort d'une grande partie des poissons et la rend impropre à la consommation humaine. De plus, ça crée une odeur pestilentielle aux abords du pont.

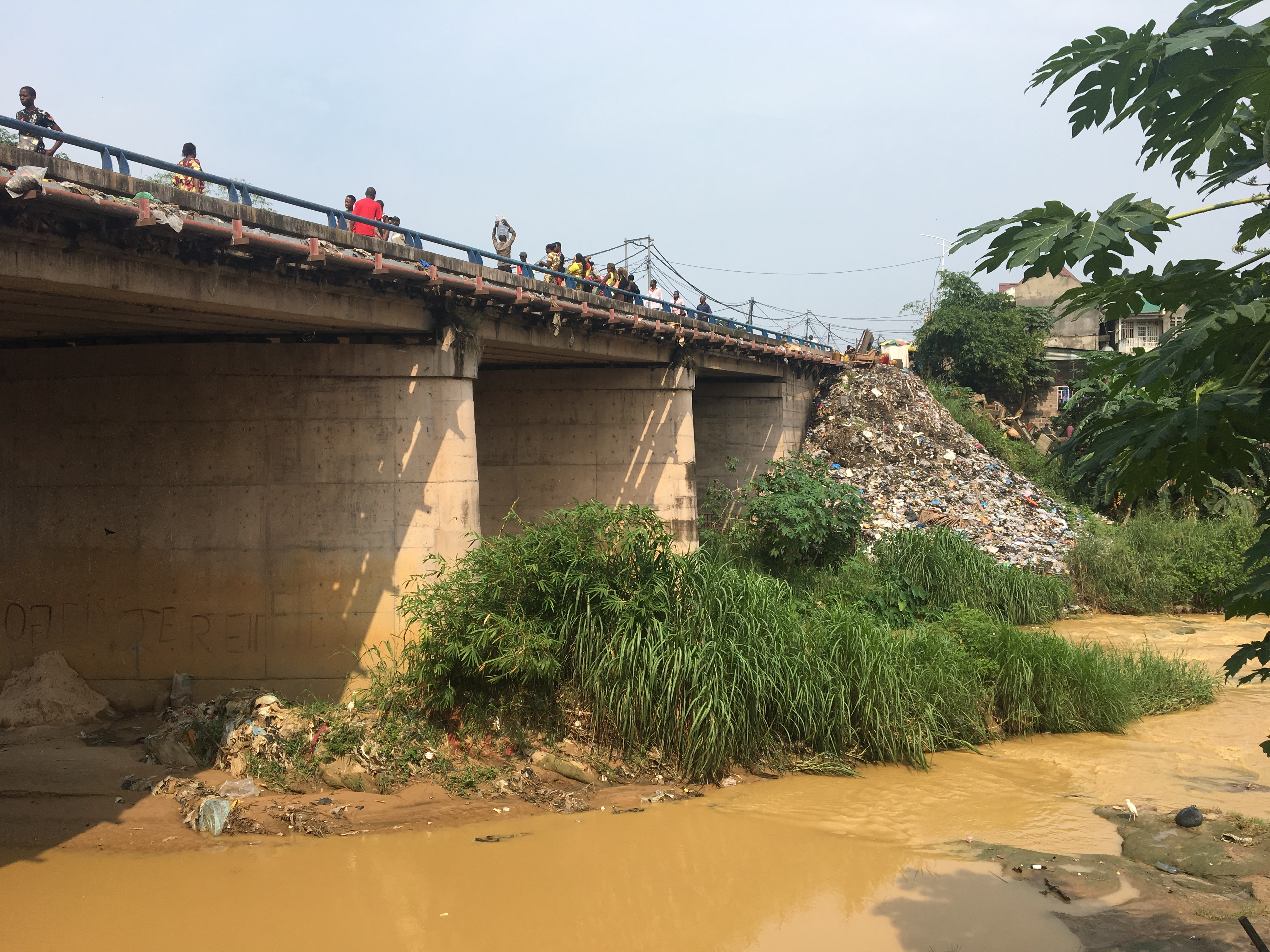
Pont de Kinsuka, immondices.

## Problème lié à la construction
Le pont de Kinsuka relie la commune de Ngaliema à la commune de Mont Ngafula. Les quartiers Mazal, CPA et une partie de Mbudi dans la commune de Mont Ngafula ont été privés d’eau pendant plus de trois ans. Selon le directeur de la Regideso, le grand conduit d’eau qui achemine l’eau dans ces quartiers a été endommagé pendant la construction du pont de Kinsuka par l’entreprise CREC 8.